# Karaçalılık, Akyazı
Karaçalılık là một xã thuộc quận Akyazı, tỉnh Sakarya, Thổ Nhĩ Kỳ. Dân số thời điểm năm 2008 là 1.187 người.